# Nordiska konstutställningen i Göteborg 1886

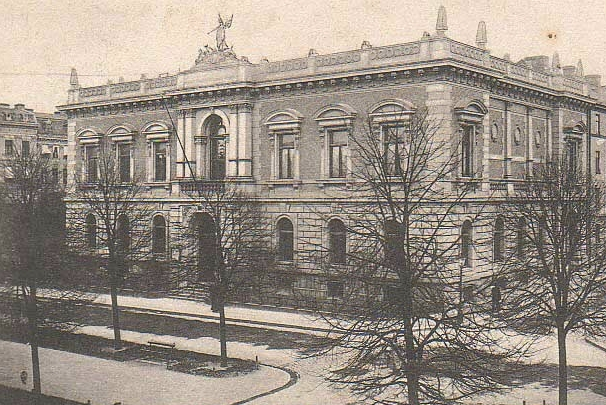
Nordiska konstutställningen i Göteborg hölls i Valandhuset 1866 i anslutning till husets invigning.

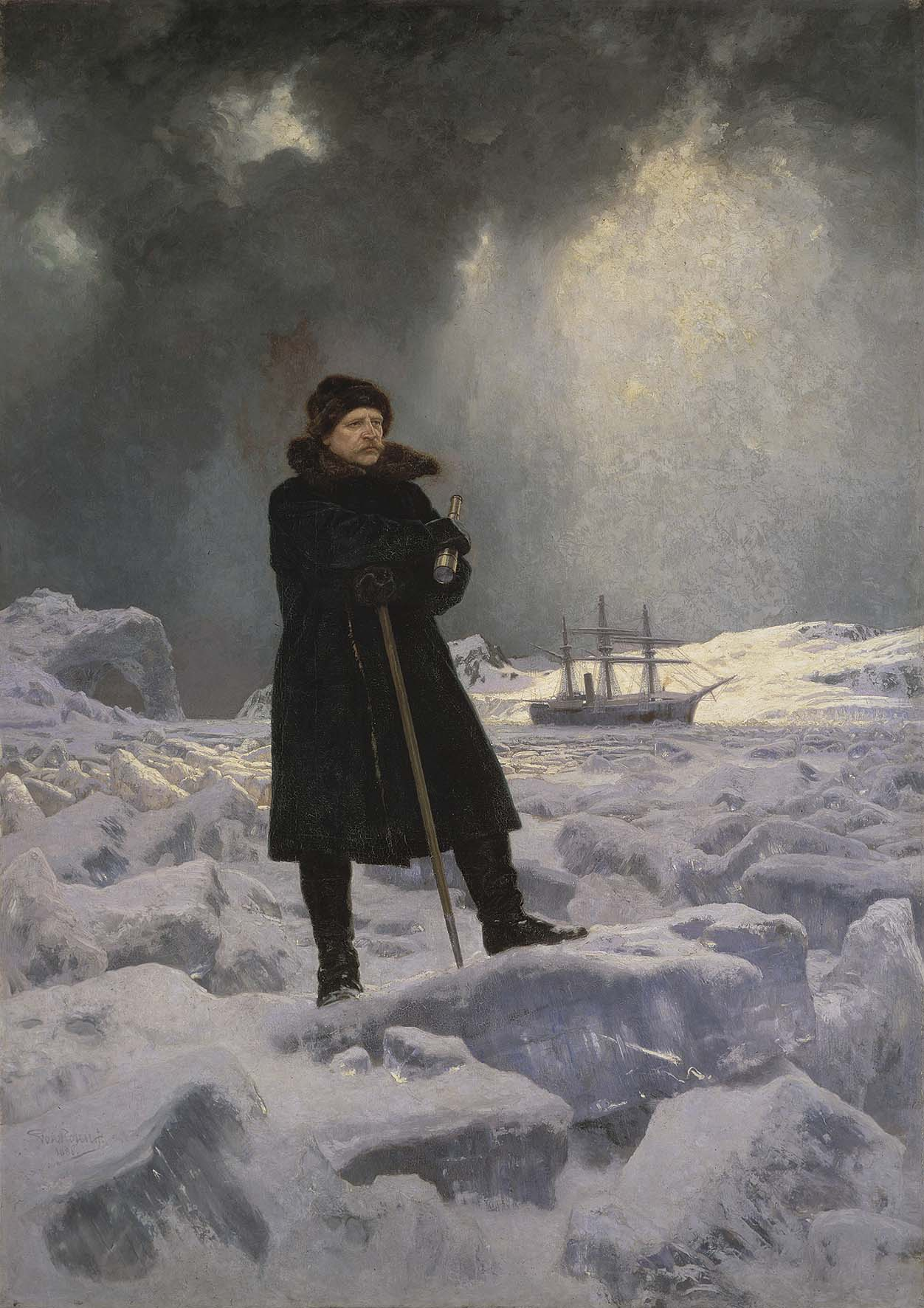
Georg von Rosens Nordenskiöld målad 1886, ansågs vara en av utställningens bästa målningar. Idag ingår den i Nationalmuseums samling.

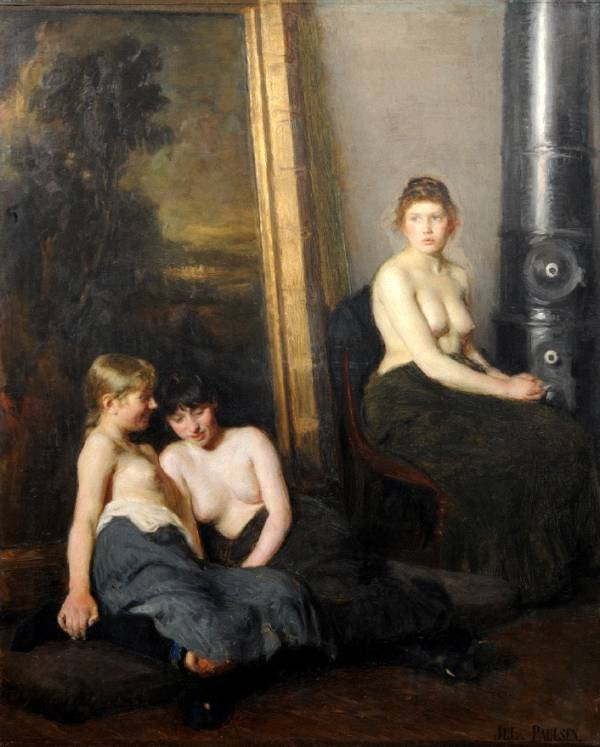
Julius Paulsens Modellerna hålla rast fick mycket positiv respons på utställningen och omskrevs som den bästa målningen av de medverkande danska konstnärerna.

Richard Berghs målning Konstnärens hustru från 1886 ingick också i utställningen. Idag tillhör den Göteborgs konstmuseums samling.

Nordiska konstutställningen i Göteborg arrangerades 16 augusti till 26 september 1886 i Valandhuset i anslutning till husets invigning. 287 konstnärer ställde ut, varav 183 svenska, 38 norska, 38 danska och 15 finska. Därutöver medverkade även fyra engelska konstnärer som hade svenskt påbrå. Främst dominerade oljemåleriet, men där förekom även miniatyrer, akvareller, pasteller, teckningar, skulpturer och reproducerande konst. Det senare omfattade främst olika grafiska tekniker men även fotografi. Bakom utställningen stod Göteborgs konstförening i samarbete med Sällskapet Gnistan. 
En regel för utställningen var att inget verk skulle vara färdigställt före 1881, året då den stora Nordiska konstutställningen presenterades i Göteborg. Utställningen visade verkligen upp mycket av det senaste. Här fanns exempelvis flera av de danska Skagenmålarna som Anna Ancher, P. S. Krøyer och Michael Ancher och de svenska Opponenterna, som Karl Nordström, Per Hasselberg, Richard Bergh, Ernst Josephson, Carl Larsson och Georg Pauli. Många av verken var färdigställda samma år som utställningen, som Modellerna hålla rast, av Julius Paulsen, Frälsningsarmén av Gustaf Cederström, Skandinavernas frukost hos Ledoyen på jour de vernissage av Hugo Birger, En olyckshändelse av Allan Österlind, En morgon i Cayeux av August Hagborg, Musik i ateljén av P. S. Krøyer och Byskvaller av Ernst Josephson. Flera av dessa finns idag på museer som Göteborgs konstmuseum, Nationalmuseum i Stockholm och Nasjonalmuseet i Oslo.
Nordiska konstutställningen 1886 kan ses som den tredje i en serie av fyra stora konstutställningar som arrangerades i Göteborg under andra hälften av 1800-talet. Den första arrangerades 1869, den andra 1881 och den sista 1891.

## Konstnärer i urval
Per Hasselberg, Theodor Lundberg, Walter Runeberg, Erik Sääf, Johan Tirén, Ingel Fallstedt, Anna Ancher, Julius Exner, Axel Jungstedt, Hildegard Thorell, Carl Frederik Aagaard, Frits Thaulow, Gustaf Cederström, Marie Tannæs, Hans Nikolaj Hansen, Thure Cederström, Bruno Liljefors, Otto Haslund, Georg Pauli, Adolf Nordling, Julius Paulsen, Carl Gustaf Hellqvist, Frans Wilhelm Odelmark, Edvard Petersen, Michael Ancher, Erik Werenskiold, Oscar Wergeland, Axel Helsted, Hans Andersen Brendekilde, Emma Sparre, Allan Österlind, Alfred Wahlberg, Berndt Lindholm, Oscar Björk, Anshelm Schultzberg, Eilert Adelsteen Normann, Christian Fredrik Svensson, Peder Severin Krøyer, Victor von Gegerfelt, Ludvig Skramstad, Hilda Lindgren, Elisabeth Keyser, Axel Lindman, August Malmström, Hans Nikolaj Hansen, Clara Löfgren, Robert Thegerström, Hans Gude, Justus Lundegård, Jahn Ekenaes, Eilif Peterssen, Adolf von Becker, Ernst Josephson, Ludvig Munthe, Olof Hermelin, Olof Jernberg, Olof Arborelius, Albert Edelfelt, Axel Ender, Bruno Liljefors, Ellen Montalba, Clara Montalba, Karl Nordström, Axel Borg, Christian Zacho, August Hagborg, Edward Rosenberg, Richard Bergh, Anders Kallenberg, August Jernberg, Emma Löwstädt-Chadwick, Kerstin Cardon, Georg von Rosen, Anna Nordgren, Anders Zorn, Ida Ericson-Molard, Harriet Bacher, Carolina Benedicks-Bruce och Jenny Nyström

## Urval av verk som ingick i utställningen

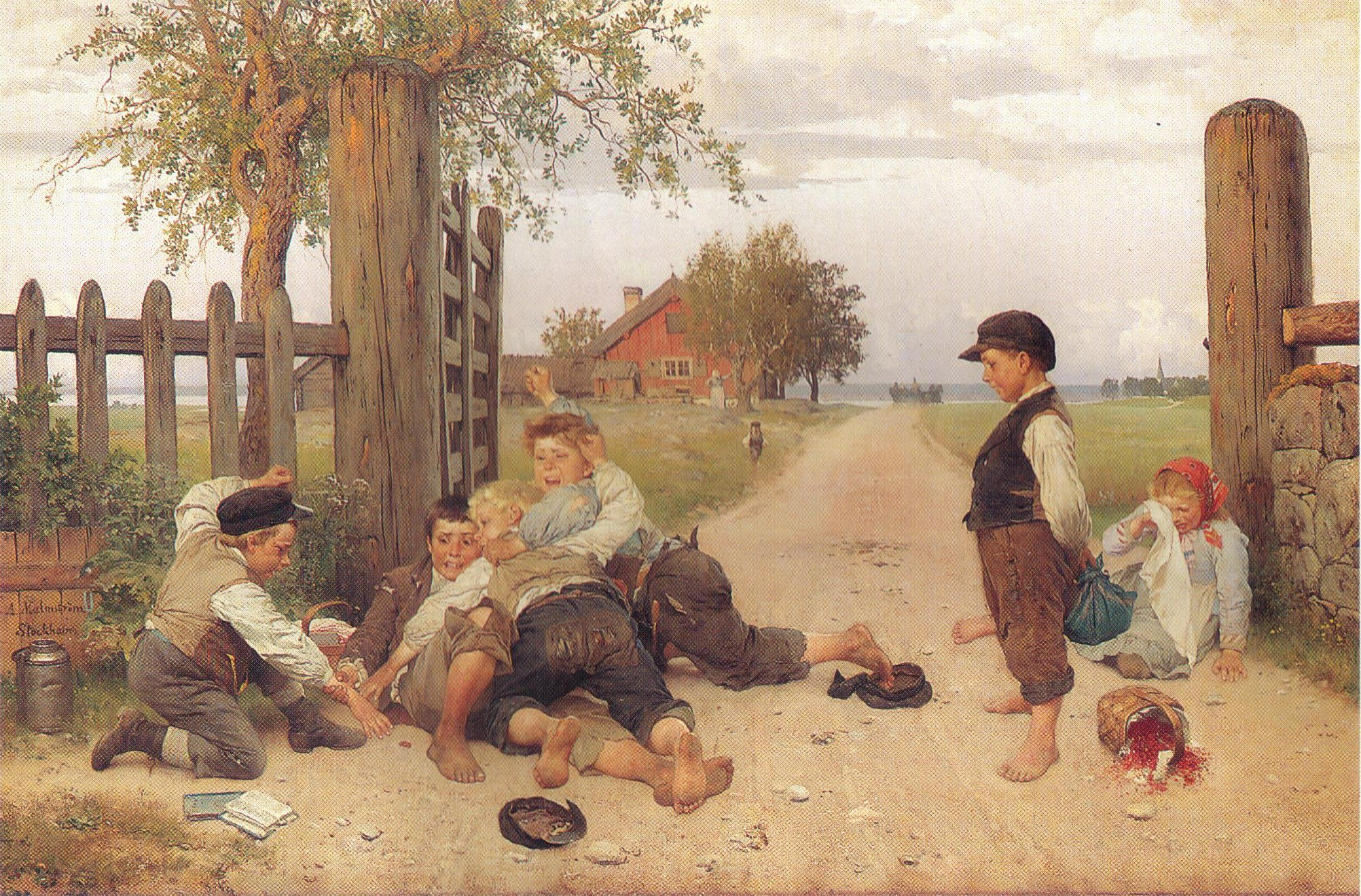
Grindslanten, 1885, August Malmström.
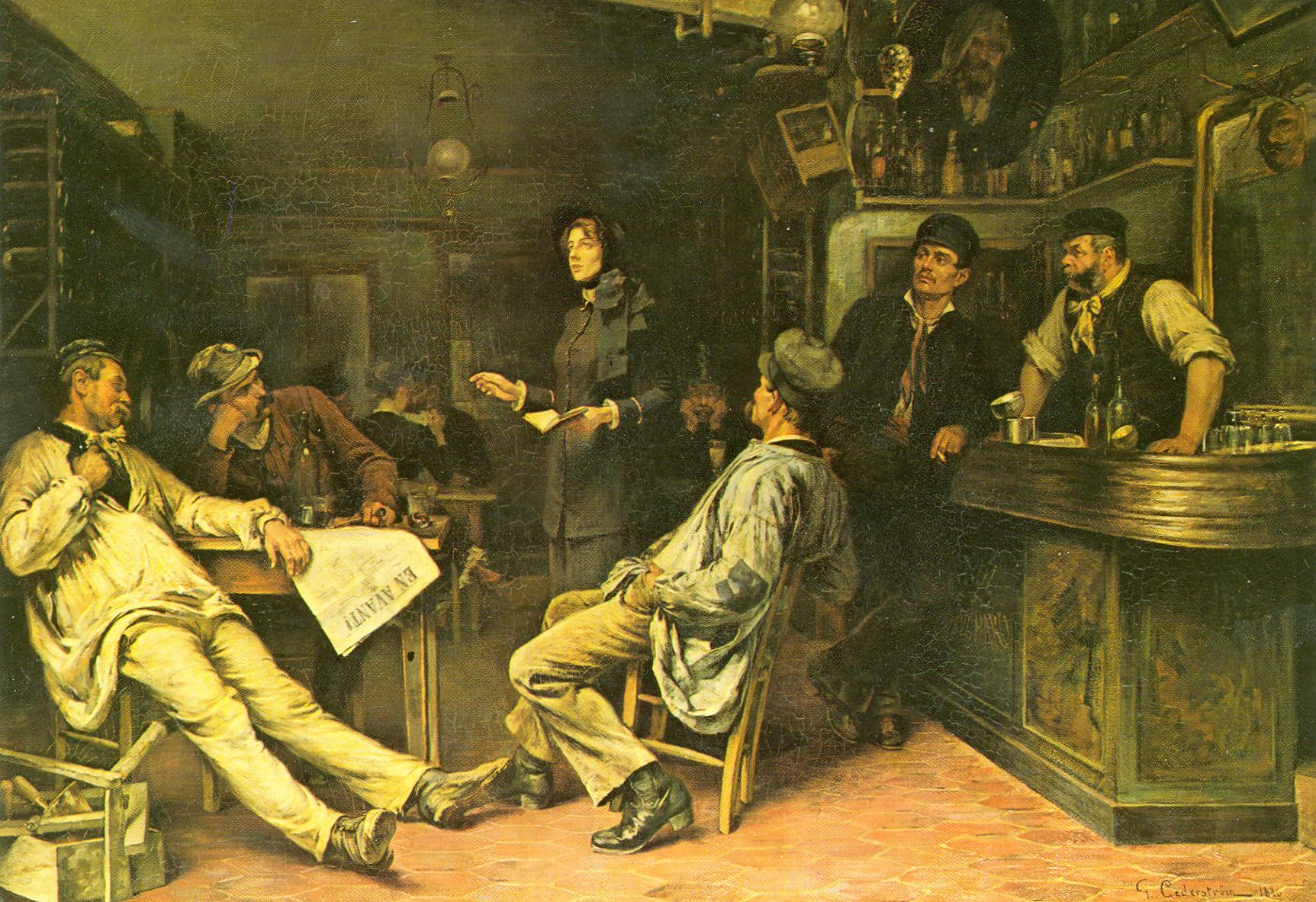
Frälsningsarmén, 1886, Gustaf Cederström.
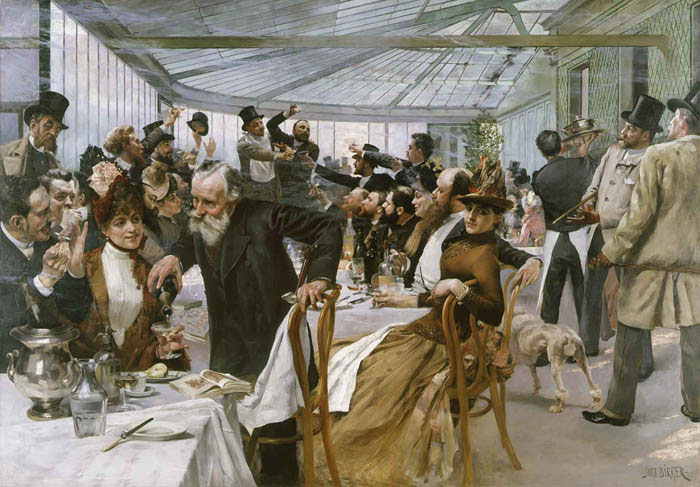
Skandinavernas frukost hos Ledoyen på jour de vernissage, 1886, Hugo Birger.
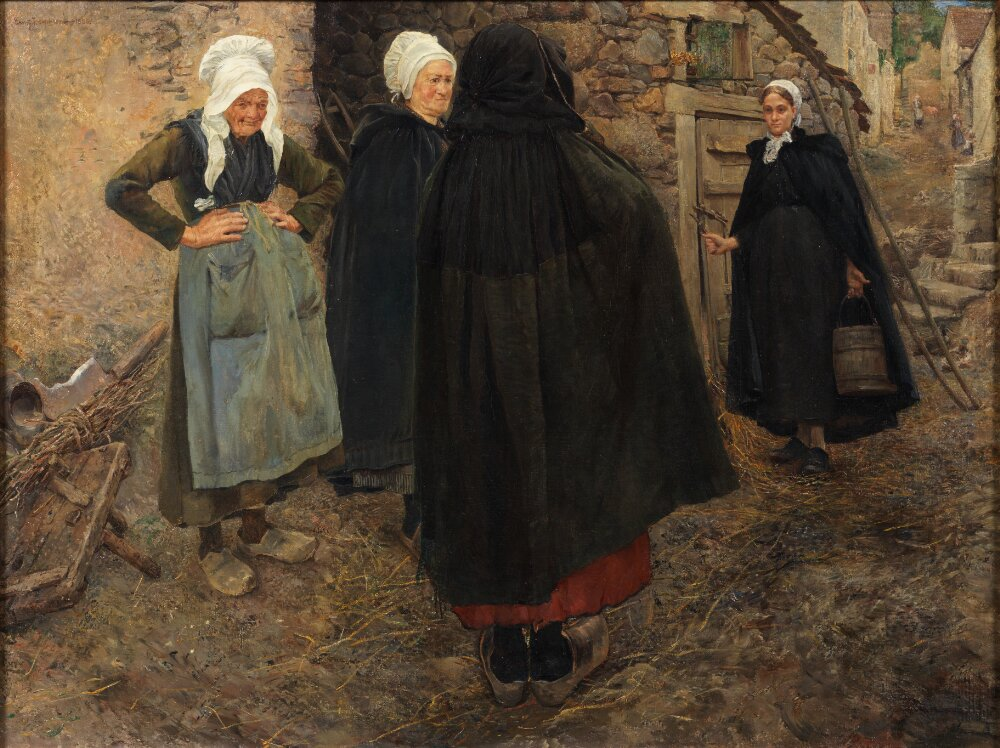
Byskvaller, 1886, Ernst Josephson.
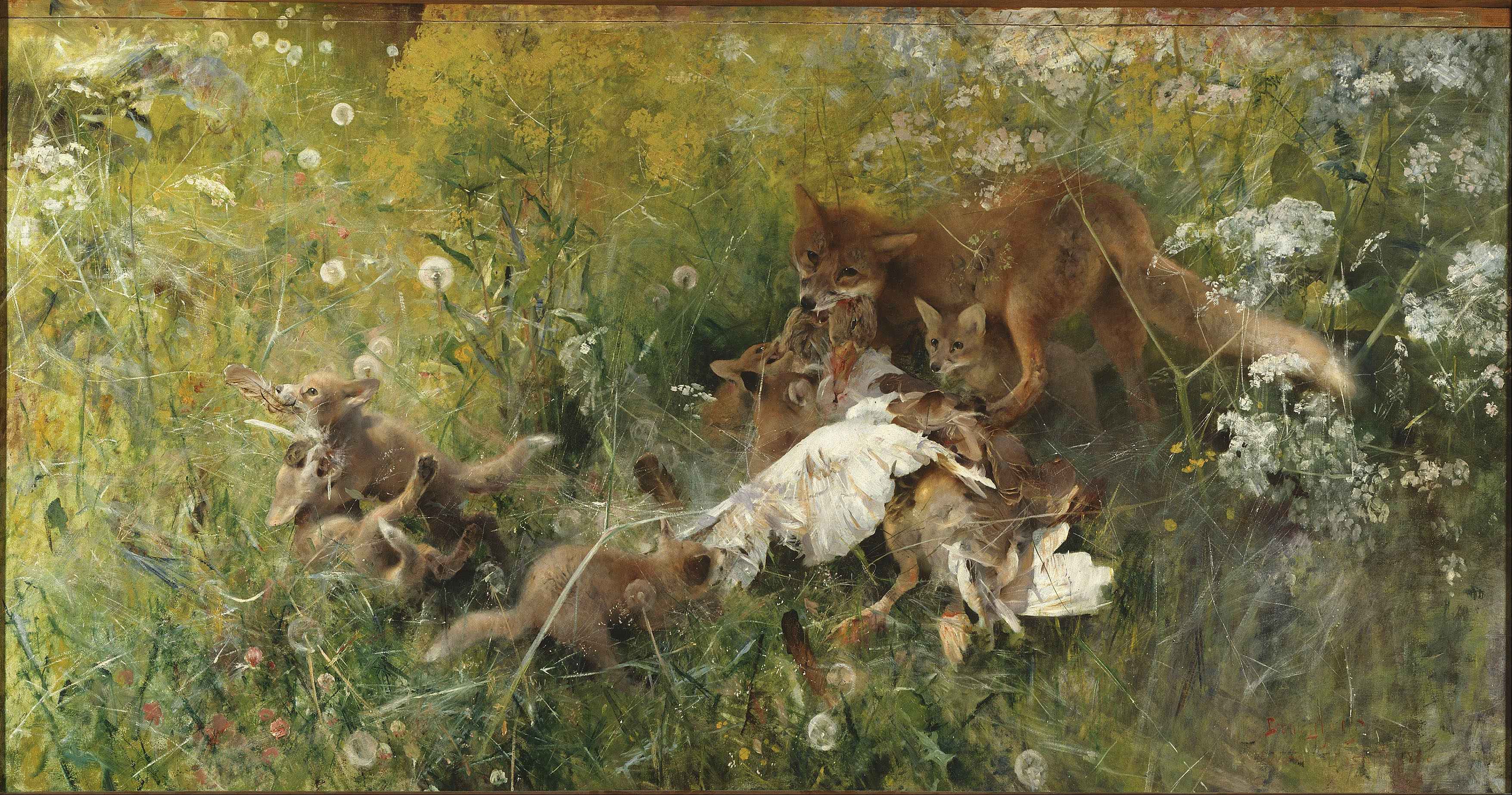
Rävfamilj, 1886, Bruno Liljefors.
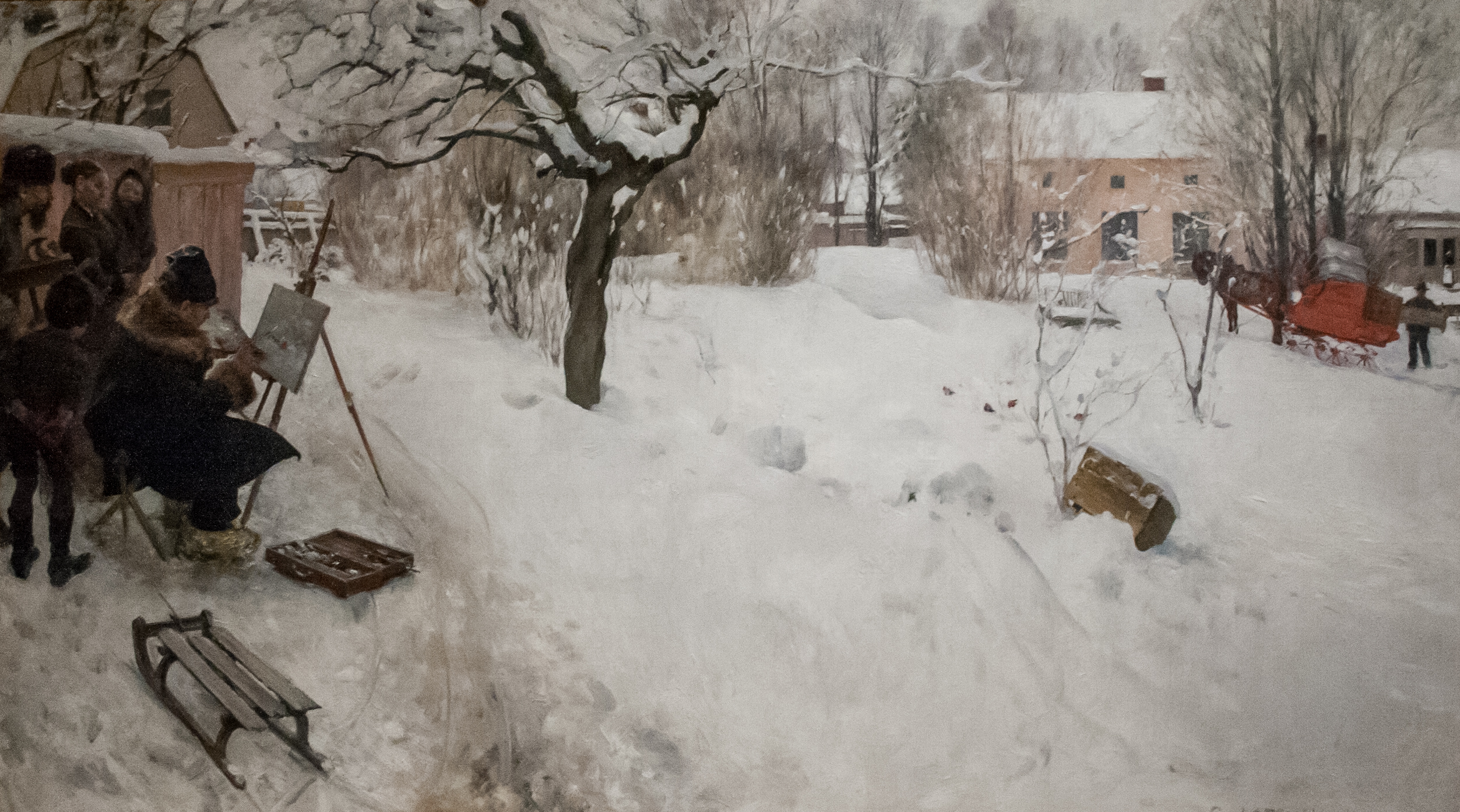
Friluftsmålare, 1886, Carl Larsson.
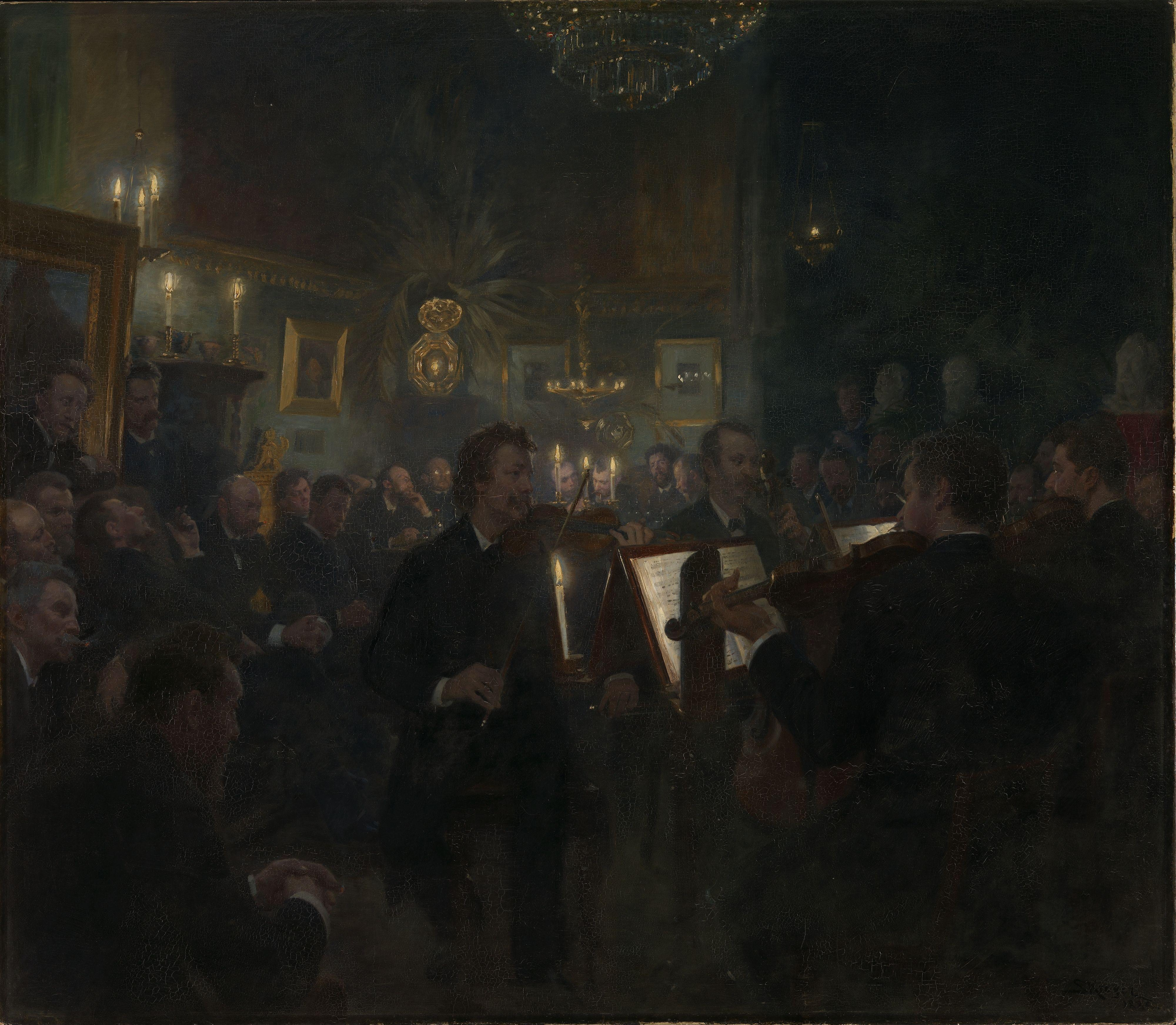
Musik i ateljén, 1886, P. S. Krøyer.
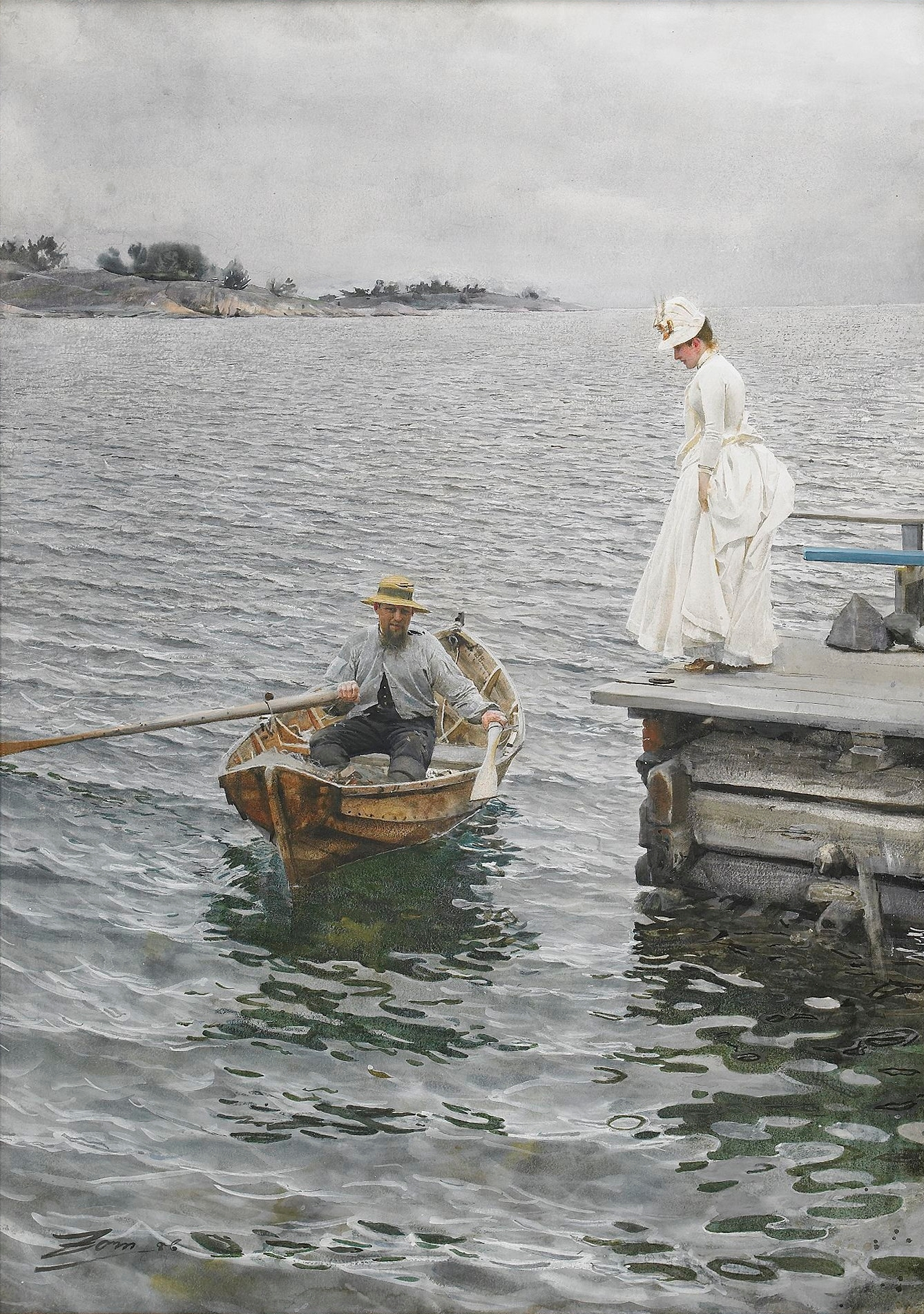
Anders Zorns akvarell Sommarnöje från 1886.
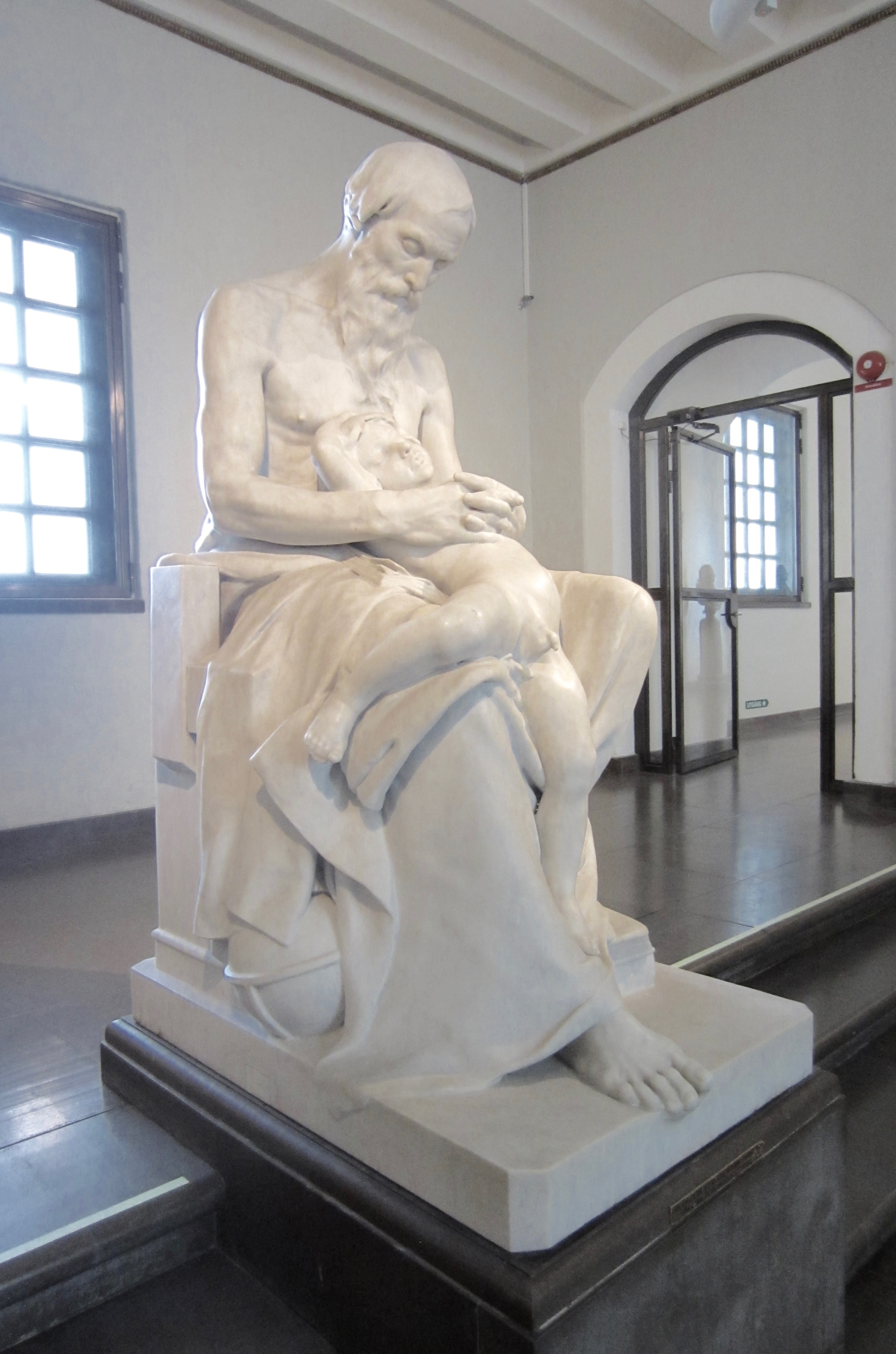
Farfadern av Per Hasselberg (originalet i gips från 1886).[a]